# Hampton (Nebraska)
Hampton je selo u američkoj saveznoj državi Nebraska. Prema popisu stanovništva iz 2010. u njemu je živjelo 423 stanovnika.